# Jens Jørn Bertelsen
Jens Jørn Bertelsen Haahr (* 15. Februar 1952 in Guldager) ist ein ehemaliger dänischer Fußballspieler.

## Karriere
Bertelsen begann seine Karriere 1973 bei Esbjerg fB. Er wurde 1976 dänischer Pokalsieger und 1979 dänischer Pokalsieger. Im gleichen Jahr wurde er Fußballer des Jahres in Dänemark. 1982 wechselte er zum RFC Seraing nach Belgien. Nach zwei Jahren in Belgien kam er 1984 nach Frankreich zum FC Rouen, von wo er ein Jahr später in die Schweiz zum FC Aarau wechselte. 1987 kehrte er nach Dänemark zurück und spielte noch ein Jahr bei seinem Stammklub Esbjerg fB. 
International spielte er 69 Mal für Dänemark und erzielte dabei zwei Tore. Er nahm an der Europameisterschaft 1984 in Frankreich (Aus im Halbfinale) und der Weltmeisterschaft 1986 in Mexiko (Aus im Achtelfinale) teil.

## Erfolge
- dänischer Meister: 1979
- dänischer Pokalsieger: 1976
- Fußballer des Jahres in Dänemark: 1979